# Ko Bongisa Mutu
Ko Bongisa Mutu es una película del año 2002.

## Sinopsis
Acosada por el estrés parisino, una joven mestiza de Congo-Kinshasa se refugia en una peluquería del barrio Strasbourg-Saint-Denis, en París, donde numerosos peluqueros africanos han abierto un negocio. Pasa un día muy agradable observando a los clientes en manos de los peluqueros, comiendo, cantando e incluso bailando. Recupera recuerdos de su niñez y cierta serenidad.